# 考埃希环礁
考埃希环礁（Kauehi），又称普塔凯环礁（Putake），是南太平洋法屬波利尼西亞的環礁，屬於土阿莫土群島的一部分，位於拉拉卡環礁西北17公里，由法卡拉瓦市镇管辖，長23公里、寬17公里，土地面積15平方公里，潟湖面積320平方公里，2007年总人口为552人。

## 外部連結
- Atoll list (in French)
- Pictures （页面存档备份，存于）
- Atoll names

15°52′S 145°08′W / 15.867°S 145.133°W